# آني دي تشابيرت
آني دي تشابيرت (بالإنجليزية: Annie de Chabert)‏ هي سيدة أعمال أمريكية، ولدت في 11 فبراير 1908 في فريدريكستيد في الولايات المتحدة، وتوفيت في 12 يناير 1976 في سينت كروا في الولايات المتحدة.